# Volucella nigropictoides
Volucella nigropictoides är en tvåvingeart som beskrevs av Charles Howard Curran 1925. Volucella nigropictoides ingår i släktet humleblomflugor, och familjen blomflugor. Inga underarter finns listade i Catalogue of Life.